# ショウタイムセブン
『ショウタイムセブン』は2025年2月7日に公開された日本映画。監督・脚本は渡辺一貴、主演は阿部寛。韓国映画である『テロ、ライブ』を原作としている。

## あらすじ
4月1日午後七時、テレビ局・NJBの人気番組『ショウタイム7』が始まった。それと同時に、ショウタイム7の元人気キャスターである折本眞之輔が左遷されたラジオ局で『トピック・トピック』という番組も始まった。この番組では、リスナーにテーマについての意見を電話で聞く番組だった。今日のトップバッターはウスバカゲロウを名乗る男だった。折本がテーマである犬派か猫派かを質問すると、ウスバカゲロウは大和電力や政府への不満を口にするのだった。話が逸れていき、困った折本は松崎しげるの人気曲である『ワンダフル・モーメント』を流し、ウスバカゲロウの話を遮ることにした。ウスバカゲロウは電話を代わったトピック・トピックのディレクター頓宮豊に折本に電話を代わるよう要求し、それに折れた折本が電話を代わると、ウスバカゲロウは江東区にある大和電力城東火力発電所を爆破する、と言った爆破予告をした。折本はそれを相手にすることなく、ウスバカゲロウを薄馬鹿野郎と罵って電話を切った。その直後、本当に発電所が爆発してしまう。折本は警察に通報せず、自分を裏切り、左遷したショウタイムセブンのプロデューサーである東海林剛史に城東火力発電所の爆破を行った犯人から電話がかかっていたことを告白した。そして、折本は自分をショウタイム7に復帰させることを条件にテレビで犯人との通話を生放送することを東海林に許可した。
折本が犯人から交渉人に指名されていた事から、ショウタイム7のスタッフはラジオ局のスタジオにカメラを入れた。頓宮は反対したが、東海林に説得され、トピック・トピックを打ち切って折本と犯人の会話を生放送した。犯人はまず出演料として1億円を要求。折本が払うことを約束できないと言うと、犯人は他局へ電話すると折本らを脅迫し、折本は自分だけが犯人の主張を捻じ曲げずに伝える、と約束した。その後、犯人は自分の過去を折本に告白した。犯人の父は城東火力発電所の建設に携わっており、6年前の拡張工事にも携わっていた。6年前の拡張工事は、千葉県で行われるG20サミット時に外国の要人が視察に来るために行われた。建設作業員達は劣悪な環境で作業させられた。そして、悪天候時に足場が崩れ、犯人の父親を含む作業員数名が死亡した。この事故は大和電力の現在の取締役である四方田勇と内閣総理大臣である水橋孝蔵に隠蔽されていた。そして、犯人は四方田の謝罪を要求。折本は過剰な要求には答えられないとし、犯人はそれに逆上。口論に発展する。そして、東海林の判断で犯人との交渉はショウタイム7の新メインキャスターである安積征哉と結城千晴に託される。口論になっても尚、犯人は折本としか話さないと一点張りを続け、遂には結城のマイクを爆破し、結城を気絶させる。
この様子を見ていた折本は、自分がショウタイム7のスタジオへ行き、ショウタイム7のキャスターに返り咲く。折本が交渉に戻ると、折本は自分の言動で犯人をまた憤慨させてしまう。犯人はさらに発電所を爆破し、スタジオに爆弾が幾つも仕掛けられており、動きは監視されていることを告げる。その一つとして折本のイアモニにも爆弾を仕掛けてあり、それを外そうとすると爆発することが分かる。折本は自らの命と人質に取られたスタジオにいる一般人達の命が自分の発言にかかっているという事に気付く。その時、犯人は内閣総理大臣である水橋の謝罪を要求する。折本は番組内で必死に水橋へ謝罪するように呼びかけるも、犯人は直接呼ぶように要求する。折本は自分の携帯電話で、総理に近い内閣官房の兼子健祐危機管理審議官に電話する。折本は兼子に総理を呼ぶように懇願するが、兼子は「最大限の努力をする。」とだけ言い、電話を切られてしまう。その時、サブに警視庁公安部の園田綾香が到着する。折本は園田の命令で犯人にスタジオにいる一般人の人質を犯人の父親と同じ善良な市民とし、解放するよう要請するも総理の謝罪があれば解放する、と拒否に近い返事を受けてしまう。そこで、折本はショウタイム7の人気コーナーであるザ・世論調査で「水橋総理は謝罪するか」を問う。結果は「謝罪しない」で、世間は水橋を見る目が厳しい、という現実を水橋らに突き付ける。
しばらくし、サブの矢吹一平は、入口近くに立つ人影に気付く。それは犯人の高校時代の担任教師である城大作だった。その頃、一向に総理が来ないことに怒った犯人は全てを爆破しようとする。そこで、園田の許可もあり、城をスタジオに入れ、爆発までの時間稼ぎをしようとする。犯人は人をスタジオに入れたことに怒るも、城であることを知って許可した。城が犯人の名は繁藤寛二であることを明かし、城は寛二に自首するように諭すも、寛二は失せろ、と城の話を聞かなかった。城と寛二の会話はどんどんヒートアップしていき、折本は城に冷静に話すように忠告する。だが、城はその忠告を聞かず、感情的になっていき、寛二はさらに憤慨してしまう。その時、城の胸に着けたピンマイクから折本のイアモニと同じ異音がし、爆発してしまう。城は血を流して倒れ込み、折本はその返り血を浴びてしまう。東海林はもうやめようと折本に言うが、園田に放送を続けるよう言われてしまう。また寛二から電話がかかってくる。折本は総理が間もなく到着すると嘘をつき、その謝罪をスタジオで受けるように寛二に言う。だが、寛二はそもそも折本が信じるに足りる人間なのか？という疑問を投げかけてくる。折本はそれを謎に思い、寛二からの指示で安積にその理由を尋ねる。安積は城のピンマイクが爆発してから、何者かと電話をしていた。それは寛二からで、寛二から折本の収賄疑惑の証拠を得ていた。折本は昨年、ショウタイム7のメインキャスターを務めていた頃、鷺沼製薬が開発したがん治療の新薬である「アプシル」の副作用について調査していた。それに厚生労働省などがデータを改ざんしている証拠を掴むも、賄賂を貰って折本が調査を辞めたという疑惑だった。そして、その証拠として安積は寛二から送られてきた鷺沼製薬の役員と折本のメールのやり取りを見せる。だが、折本は身に覚えがなく、その疑惑を否定した。それを聞いた寛二は折本を揶揄するように電話を切った。その時、城東火力発電所に行っており、昔は折本とスクープを取っていた伊東さくら記者と中継が繋がる。発電所の炎は少しずつ弱まっており、警察車両が寛二の居場所と思われる雑居ビルを包囲しているという情報だった。折本の携帯電話に着信が入る。寛二からで、寛二は折本に真実を告白するように要求した。折本は最初から自分が標的であることを知る。寛二は電話越しにザ・世論調査を行い、「折本眞之輔は真実を告白するか」を問う。結果は告白しない、だった。安積は真実を告白するよう言うが、折本には身に覚えがなかった。その時、警察の特殊急襲部隊が繁藤の部屋に閃光弾を撃ち込み、寛二を確保しようとするも、寛二はもう逃亡した後だった。
寛二がなぜ自分を標的にしたのか、折本の中でひとつの答えが生まれた。6年前の事故のことだ。それを折本は告白しようとするも、寛二はもうクライマックスにしようとしていた。スタジオ内で城のピンマイクが爆発した時と同じ異音が流れる。折本は真実を追い求めるジャーナリストの目をカメラに向けた。それに反応した寛二は、中継の伊東に「折本は悪魔に魂を売ったのか？」と質問した。伊東は折本を信じた。次に安積に同じ質問をした。安積は折本を信じなかった。寛二は折本にショウタイム7のキャッチフレーズを聞いた。折本は噛み締めるように「私たちは公正かつ公平な姿勢で、真実に、迫ります」と言った。寛二はこの姿勢に苛立った。さらに、伊東に何がしたいかわからない、と言われ、スタジオの異音をさらに大きくした。折本は城の遺体近くに落ちた眼鏡に目が留まった。その特徴的な眼鏡は、見た事のある眼鏡だった。その時、異音が止んだ。折本は一か八かでイアモニを外した。爆発しなかった。折本は寛二の本当の目的に気付いた。誰にも危害を加えるつもりは無いのだ。折本は人質を逃がし、城が生きていることも見破った。その時、寛二がスタジオに来た。城は寛二に反応し、寛二は城が自分の父方の祖父である繁藤大作であることを明かした。全ての謎が解け、折本は真実を話し始めた。
まず初めに、折本は賄賂を受け取っていないことを告白した。なぜそのような疑惑が出たかと言うと、伊東と共にアプシルの副作用について調査したが、上層部に潰され、次の準備をしようとした時に噂が出回ったということだ。次に、折本は6年前に寛二の母親に取材をしていたことを明かした。寛二の母親に思いは無駄にしないと約束したが、東海林らに潰されてしまった。そして、折本は携帯電話を取り出し、ある映像をカメラに向ける。東海林と四方田、水橋が折本に寛二の母親の取材映像を使わないならショウタイム7のメインキャスターに抜擢するという条件だった。折本はそれを呑み、何食わぬ顔でキャスターをやってのけたのだ。折本は全てを告白し、寛二は園田に爆弾の起爆装置を回収され、警察に逮捕された。寛二が連行される時、折本は寛二に贖罪の機会を与えてくれた事への感謝を述べ、2時間の生放送で興奮したことを伝えた。そして、折本は視聴者の前に立つのは最後とし、最後のザ・世論調査をした。それは「折本眞之輔はこれからどうしていくべきか」を問うものだった。世論調査の結果を見た折本は不敵な笑みを浮かべ、寛二を見つめた。その時、寛二は園田の不意をついて体当たりし、爆弾の起爆装置を落とさせた。折本はそれを拾い、外したイアモニを付け、起爆装置のスイッチを押した。
ショウタイム7放送終了後、各メディアはニュース番組でNJBの問題点や、折本の発言についてを専門家を交えて解説していた。そして、四方田らにも取材をしていた。若者たちはSNSでこの事件を各々調べていた。その時、ロンドンで地下鉄の連続爆破テロが発生した。日本で起こった繁藤事件からそっぽを向き、新しいテロをニュース番組は報道する。そして、ある曲の音楽番組でPerfumeが新曲『Human Factory - 電造人間 -』を披露するのだった。

## 登場人物
折本眞之輔（おりもと しんのすけ）〈51〉
1973年生まれ、新潟県出身。実家は稲作農家で、過疎の地方出身であることから、テレビの世界や都会に憧れていた。地元の進学校から関東の国立大学法学部に進学し、ゼミのOBであった先輩から推薦され、NJBのディレクター職採用面接を受けた。その面接官にアナウンサー試験の受験を勧められ、アナウンサーとして採用された。
バラエティ、スポーツ番組で活躍していたが、東日本大震災で現地に赴き、現地の被災者の声を聞いた事がきっかけで報道番組を志望した。城東火力発電所の事故の隠蔽に加担したことで、国民的ニュース番組『ショウタイム7』のメインキャスターになった。だが、収賄疑惑で3ヶ月前に番組を降ろされ、現在はラジオ番組『トピック・トピック』のパーソナリティを務めている。
安積征哉（あさか せいや）〈35〉
折本が降板した後の『ショウタイム7』のメインキャスター。
結城千晴（ゆうき ちはる）〈23〉
『ショウタイム7』のメインキャスター。
矢吹一平（やぶき いっぺい）
『ショウタイム7』のディレクター。
折本や寛二からの急な「ザ・世論調査」にも素早く応えた。
『ショウタイム7』終盤には東海林が放送を止めようとするも、それを投げ飛ばし、興奮しながら放送を続けさせた。
頓宮豊（とんみや ゆたか）
『トピック・トピック』のディレクター。
折本からは頓ちゃんと呼ばれる。折本が東海林に寛二の事を電話している際、繋ぎでラジオ放送をした。
東海林に番組を中断され、寿司を奢ってもらうことで丸め込まれた。
兼子健祐（かねこ けんすけ）
内閣官房危機管理審議官。
折本が以前海外のテロ組織への政府の対策に着いて取材した時に知り合い、それ以降折本は政府への取材をする時は一番先に連絡を入れている。
折本の知り合いの中では一番総理大臣に近い人物である。
水橋孝蔵（みずはし こうぞう）
自由党の内閣総理大臣。
6年前、自身が政調会長だった頃に大和電力城東火力発電所で事故が発生。その事で寛二の母親にインダビューをしていた折本にそれを報道しないように言い、報道しなければNJBの社長に頼んでショウタイム7のメインキャスターにするという約束をした。
四方田勇（よもだ いさむ）
大和電力の代表取締役社長。
水橋や東海林と共に事故を隠蔽した。繁藤事件で全てが明らかになり、車を出たところをマスコミに囲まれた。
Perfume
『ショウタイム7』の放送後の音楽番組に出演し、本作の主題歌である『Human Factory - 電造人間 -』を披露した。それがそのままエンドロールへ繋がるという演出がなされた。
園田綾香（そのだ あやか）
警視庁公安部の刑事。
何事にも冷静沈着で、『ショウタイム7』の生放送中も落ち着いて折本らに指示を出した。
城大作 / 繁藤大作（じょう だいさく / しげふじ だいさく）
寛二の父方の祖父。第二次世界大戦後に蒲田で旋盤工場を経営していた。バブル崩壊後に地上げに苦しみ、工場を手放した。
身分を偽り、高校時代の担任教師・城大作を名乗りテレビ局に現れ、生放送中の『ショウタイム7』に出演するも、過激な言動により寛二に胸に付けていたピンマイクを爆破され、血を流して倒れ込んだ。
死亡したと思われていたが、折本が大作がNJBの清掃員だということを思い出し、寛二の共犯者で、スタジオにダミーの爆弾を仕掛けていたことを見破られた。
伊東さくら（いとう さくら）〈42〉
『ショウタイム7』のリポーター。
折本とは元相棒のような関係で、日々スクープを二人で追っていた。
城東火力発電所が爆破された直後に現場に赴き、テロの新しい情報をショウタイム7で伝えた。
繁藤寛二（しげふじ かんじ）〈33〉
1992年生まれ、父親が不動産会社からリストラされ、家計は苦しくなった。両親を楽にさせたいという思いや、建築に興味があること、手先が器用であることもあり、発砲技師や火薬類取扱保安責任者の資格を取り、大田区の建築会社に就職した。
そして、6年前に城東火力発電所の増築工事に勤しんでいた父親が死亡。杜撰な管理体制による事故だったが、慰謝料と称した口止め料で丸め込まれた。
そんな時に折本が熱心に母親を説得し、インタビュー映像を撮影するも、それが放送されることは無かった。それらで心労がたたった母親が死亡したこと、折本が収賄疑惑でショウタイム7を降板したことで怒りが爆発し、「ウスバカゲロウ」と名乗り、ラジオの生放送中に電話で折本に連続爆破テロを予告し、テロの交渉人に折本を指名した。
大和電力の発電所や『ショウタイム7』のスタジオ内に爆弾をしかけ、四方田や水橋からの謝罪を求めたが、本来の目的は折本に真実を吐かせることだった。
東海林剛史（しょうじ つよし）〈53〉
『ショウタイム7』のプロデューサー。

## キャスト
- 折本眞之輔 - 阿部寛[2][3]
- 安積征哉 - 竜星涼[13]
- 結城千晴 - 生見愛瑠[13]
- 矢吹一平 - 前原瑞樹[13][14]
- 頓宮豊 - 平原テツ[13][15]
- 兼子健祐 - 内山昂輝（声の出演）[13][16][8]
- ラジオスタッフ - 小澤雄志[17][18]
- 記者 - 野川慧[17][19]
- 水橋孝蔵 - 佐野史郎[20]
- 四方田勇 - 石丸謙二郎[21]
- 川崎のルージュ - 原ふき子（声の出演）[17]
- Perfume - Perfume（本人役）[22]
- 園田綾香 - 安藤玉恵[13][15][23]
- 繁藤大作 - 平田満[13][11]
- 伊東さくら - 井川遥[13]
- 繁藤寛二 - 錦戸亮[24][注 2]
- 東海林剛史 - 吉田鋼太郎[13]

## スタッフ
- 原作：Based on The film "The Terror, Live" written and directed by Kim Byung-woo, and produced and distributed by Lotte CultureWebsites Co., Ltd. and Cine2000 In Association with Globalgate Entertainment[3]
- 監督・脚本：渡辺一貴[2][3]
- 音楽：照井順政[26]
- 主題歌：Perfume「Human Factory - 電造人間 -」（UNIVERSAL MUSIC）[22]
- 製作：牟田口新一郎、髙𣘺敏弘、和田佳恵、中村高志、佐藤一哉、清原寛、鶴丸智康、小松幹夫、森田篤[26]
- エグゼクティブプロデューサー：豊島雅郎[26]
- プロデューサー：井手陽子、土橋圭介[26]
- アソシエイトプロデューサー：坪井あすみ、CHOI BYUNG-HWAN、LEE YONG-JIN[26]
- 撮影：大和谷豪[26]
- 照明：後閑健太[26]
- サウンドディレクション：矢野正人[26]
- 録音：加来昭彦[26]
- 美術：柳川和央[26]
- 装飾：高橋寛[26]
- スタイリスト：前田勇弥[26]
- ヘアメイク：梅原さとこ[26]
- スクリプター：尾和茜[26]
- 編集：鈴木翔[26]
- コンポジティングスーパーバイザー：白石哲也[26]
- 音響効果：伊藤瑞樹[26]
- 音楽プロデューサー：安井輝[26]
- 助監督：清水勇気[26]
- ラインプロデューサー：天野恵子[26]
- 宣伝プロデューサー：大木麻友子
- 配給：松竹、アスミック・エース[3]
- 制作プロダクション：アスミック・エース、NHKエンタープライズ
- 製作幹事：アスミック・エース
- 製作：『ショウタイムセブン』製作委員会（アスミック・エース、松竹、テレビ東京、NHKエンタープライズ、JR東海エージェンシー、テレビ大阪、ハピネット・メディアマーケティング、精美堂、UNITED PRODUCTIONS）[3]

## 製作
- 2024年
  - 10月9日、日本版の制作が発表された。同時に日本版は『ショウタイムセブン』というタイトルになることが発表され、公開日と特報映像も公開された[27]。そして、主演を阿部、監督・脚本を渡辺が務めることが発表され、並びにコメントも解禁となった[27]。
  - 11月11日、午後1時から午後6時まで「7時間連続解禁企画」が行われ、午後1時には折本眞之助を演じる阿部のメインビジュアル。午後2時から午後5時までには竜星涼、生見愛瑠、井川遥、吉田鋼太郎の出演が発表された[28][29][30][31][32]。午後6時には本作の本予告が解禁され、それと同時に前原瑞樹、平原テツ、内山昂輝、安藤玉恵、平田満の出演が発表された。そして、完成報告イベントが行われた[33]。
- 2025年
  - 1月1日、新年の挨拶動画が公開された[34]。
  - 1月9日、主題歌をPerfumeが務めることが発表され、同時に本編に本人役で出演することも発表された[35]。Perfumeが本人役で映画出演するのは2011年公開の映画『モテキ』以来14年振りとなる[35]。
  - 1月22日、完成披露試写会が行われ、渡辺、阿部、生見、吉田、Perfumeの3人が登壇した[36]。
  - 1月28日、特別体験型試写会が行われた[37]。映画と並行して試写会でも様々なアクシデントが発生し、前代未聞の映画を中断して舞台挨拶が行われた。そこには阿部、竜星、生見、渡辺が登壇した[37]。
  - 1月29日から2月2日まで、五夜連続で特別映像が解禁された[38][39][40][41][42]。
  - 2月7日、本作が全国の劇場で公開された。同日21時には、公開前までシークレットキャストとして発表されていなかった本作の犯人・繁藤寛二役の錦戸亮の出演が発表され、クライマックス予告が公開された[24]。
  - 4月16日、原作の制作国である韓国において公開[1]。
  - 5月30日、Amazon Prime Videoにて独占見放題配信[43]。

## プロモーション
- テレビ東京では、2025年1月27日の「午後のロードショー」枠で本作の原作となった『テロ、ライブ』を放送した[44]。
- 2025年1月31日、タイトルの「セブン」繋がりとして、『アイドリッシュセブン』のキャラクターである七瀬陸、二階堂大和と本作の主人公・折本眞之輔がコラボした作品応援ビジュアルが公開された[45]。
- J:COMテレビでは、2025年2月2日に映画公開記念として阿部の主演映画『とんび』を放送した[46]。
- テレビ東京では、2025年1月28日に映画公開記念として阿部の主演映画『異動辞令は音楽隊!』を午後のロードショー枠にて放送した（地上波初放送）[47]。同年2月4日にも同様の理由で阿部の主演映画『歩いても 歩いても』の再放送が行われた[48]。
- ショウタイムセブン公式Xなどでは、本作に登場するニュース番組『ショウタイムセブン』の目玉コーナーである「ザ・世論調査」を実際に数回に行った。
- テレビ東京系列の各テレビ局では、『緊急速報！映画「ショウタイムセブン」360度徹底検証』と題し、本作の特別番組が放送された[49]。